# Laposcsőrű hegyitukán
A laposcsőrű hegyitukán vagy laposcsőrű kéktukán (Andigena laminirostris) a madarak (Aves) osztályának harkályalakúak (Piciformes) rendjébe, ezen belül a tukánfélék (Ramphastidae) családjába tartozó faj.

## Rendszerezése
A fajt John Gould angol ornitológus írta le 1851-ben.

## Előfordulása
Az Andok nyugati oldalán, Kolumbia délnyugati és Ecuador nyugati területén honos. Természetes élőhelyei a szubtrópusi vagy trópusi hegyi esőerdők. Állandó, nem vonuló faj.

## Megjelenése
Testhossza 46–51 centiméter, testtömege 275–355 gramm. Csőrén sárga függeléklemez található. Szeme alja és hasi foltja is sárga. Piros alsó farkfedői vannak. Háti része sötétbarna, tollazata nagy része kékesszürke.
|  |

## Életmódja
Elsősorban gyümölcsöket fogyaszt, de nem veti meg a rovarokat és a kisebb állatokat sem.

## Szaporodása
Természetes faodvakban fészkel.

## Természetvédelmi helyzete
Az elterjedési területe kicsi és még csökken is, egyedszáma szintén csökken. A Természetvédelmi Világszövetség Vörös listáján mérsékelten fenyegetett fajként szerepel.